# Francisco Garduño Yáñez
Francisco Garduño Yáñez (Acambaro, Guanajuato; 2 de agosto de 1948) es un optometrista, abogado y político mexicano. Fue comisionado del Instituto Nacional de Migración del 14 de junio de 2019 hasta el 30 de abril de 2025, nombrado por el presidente Andrés Manuel López Obrador.

## Biografía

### Familia
Francisco Garduño Yáñez nació en Acámbaro, Guanajuato el 2 de agosto de 1948. Con padres obreros, se mudarían a temprana edad a la Ciudad de México en busca de mejores oportunidades. Es en esta ciudad donde estudiaría e iniciaría su actividad política y es también, su actual residencia. 

### Vida académica
Estudió la carrera de licenciatura en optometría en el Instituto Politécnico Nacional en el año de 1972, posteriormente entraría a la Universidad Autónoma Metropolitana para cursar la carrera en derecho  con área de concentración en Ciencias Penales y Criminológicas, actualmente es Doctor en Derecho y Ciencias Jurídicas por la Universidad del Distrito Federal y Maestro en Derechos Humanos por la Universidad Autónoma de Ciudad Juárez, cuenta con un diploma en locución avalado por la Secretaría de Educación Pública. Concluyó su vida académica en 1987 cuando ocupó el cargo de asesor del director general del IPN

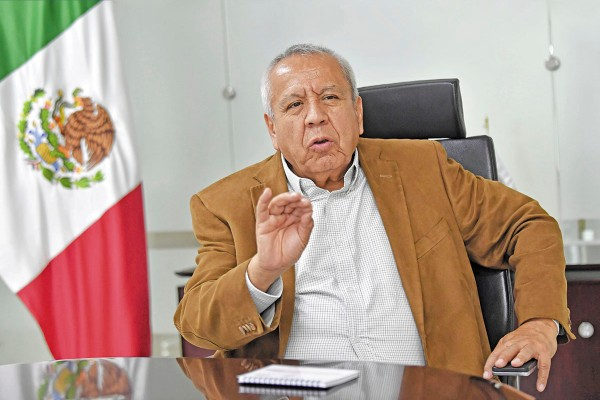
Francisco Garduño como Comisionado del Instituto Nacional de Migración

Fue maestro durante varios años. Impartió clases desde el nivel secundaria, el bachillerato y universidad en:
- Sistema de Secundarias Técnicas
- Colegio de Bachilleres
- Escuela Nacional de Antropología e Historia
- Universidad Autónoma Metropolitana

### Carrera política
Inició cuando ocupó el cargo como Presidente de la Sociedad Mexicana de Optometría a los 25 años, empezaría a tener cargos públicos desde 1977 en la Secretaría de Gobernación, en la Secretaría del Trabajo y Previsión Social (1977-1982), Secretaría de Pesca (1983), en Petróleos Mexicanos (1983-1987), en el Banco Nacional de Crédito Rural  (1988), colaboró también en el diseño de programas y proyectos como la creación del Instituto Nacional de Ciencias Penales y la estructura organizacional del Consejo Tutelar para Menores del entonces Distrito Federal.
En 1987 se sumaría a la campaña electoral para la Presidencia del ingeniero Cuauhtémoc Cárdenas donde sería uno de los cofundadores del Partido de la Revolución Democrática. Ocupó los cargos de: Presidente de la Comisión Nacional de Garantías y Vigilancia, Subsecretario de Organización y Secretario de Derechos Humanos. También trabajó en la dirección Jurídica y de Gobierno de las alcaldías Xochimilco, Iztapalapa y Miguel Hidalgo.
En el partido conoció a Andrés Manuel López Obrador, a quien apoyó en su candidatura para Jefe de Gobierno de la Ciudad de México en las Elecciones en el Distrito Federal de México de 2000. Como resultado, se incorporaría al Gabinete en el cargo de secretario en la Secretaría de Transporte y Vialidad y eventualmente Subsecretario del Gobierno de la Ciudad de México. Fue propuesto como Secretario de Seguridad Pública del Distrito Federal, pero el entonces presidente Vicente Fox Quesada pidió su cambio y el cargo le fue negado; por lo que entraría en su lugar Marcelo Ebrard. 
Terminada la administración, se sumó en 2006 a la campaña electoral del entonces candidato Andrés Manuel López Obrador donde operó políticamente en los estados de Hidalgo, Nuevo León, Tamaulipas y Nayarit. En las Elecciones federales de México de 2012, Garduño fue coordinador de la campaña de Andrés Manuel en los estados de Oaxaca, Puebla, Tlaxcala e Hidalgo. Posteriormente, tras su derrota, regresaría como director general Jurídico y de Gobierno en la alcaldía Xochimilco.
Es miembro fundador del Movimiento de Regeneración Nacional.
En las elecciones federales México 2018 apoyó por tercera ocasión la candidatura de Andrés Manuel López Obrador, fue coordinador en el Estado de Querétaro. Iniciando el gobierno de López Obrador, tomó el cargo como Comisionado del Órgano Administrativo Desconcentrado de Prevención y Readaptación Social (OADPRS); no obstante, a los 6 meses del puesto y la renuncia de Tonatiuh Guillén López con la crisis migratoria tomaría el puesto como Comisionado del Instituto Nacional de Migración puesto que ostenta desde el 2019.
Como Secretaría de Transporte y Vialidad junto con Claudia Sheinbaum inició el proyecto de construcción del Metrobús, así como la del segundo piso en el anillo periférico. Participó en la Reforma Penitenciaria en el Distrito Federal para el cierre del penal de Lecumberri. Como funcionario del gobierno federal y Comisionado de las prisiones federales, coordinó, promovió y apoyó el cierre penal de las Islas María, así como una reestructura para que este sitio se transformara en Centro Cultural "Muros de Agua". 
Desde 2019 se desempeña como Comisionado del Instituto Nacional de Migración. Como parte de ese cargo ha enfrentado varias controversias, como la sobre-militarización de las políticas migratorias y la muerte de un grupo de migrantes en una estación migratoria de Ciudad Juárez en 2023. Razón por la cual el 30 de abril de 2023 fue vinculado a proceso, donde se le impuso como medida cautelar presentarse a firmar cada 2 semanas.